# Северни ледени океан
Северни ледени океан је океан који се налази на простору око Северног пола, а представља најмањи и најплићи од пет океана. Обухвата површину од 13 милиона и 100 хиљада km². Међународна хидрографска организација га препознаје као океан, мада га неки океанографи називају Арктичким медитеранским морем или једноставно Арктичким морем, класификујући га као медитеранско море или естуар Атлантског океана. Алтернативно, Арктички океан се може сматрати најсевернијим делом јединственог Светског океана.
Лоциран је углавном у арктичком северном поларном региону у средини северне хемисфере. Арктички океан је скоро потпуно окружен Евроазијом и Северном Америком. Он је делимично покривен морским ледом током целе године и скоро потпуно зими. Површинска температура Арктичког океана и салинитет сезонски варирају са топљењем и замрзавањем леденог покривача; његов салинитет је у просеку најнижи међу пет главних океана услед незнатне евапорације, знатног улива свеже воде из река и потока, и ограничене везе и излива у окружујуће океанске воде са вишим салинитетом. Сматра се да је смањење залеђене површине у току лета и до 50%. Амерички Национални центар за податке о снегу и леду (NSIDC) користи сателитске податке сакупљање дневних података о Арктичком покривачу морског леда и брзини топљења, који се затим упоређују са просечним и специфичним вредностима за претходне године.

## Историја
Током знатног дела европске историје, северни поларни регионии су углавном остали неистражени и њихова географија је била предмет претпоставки. Питеј из Марсеља је записао један извештај о путовању на север из 325 п. н. е, до земље коју је он називао "Ескет Туле", где Сунце залази за само три сата сваког дана и где је вода била замењена смрзнутом супстанцом „на којој се не може нити ходати, нити пловити“. Он је вероватно описивао лабави водени лед који је у данашње време познат као „ледени брегови“ или „берги битови“; његова „Тула“ је вероватно била Норвешка, мада је могуће да су то била Фарска Острва или Шетландска острва.
Рани картографи нису били сигурни да ли да прикажу регион око Северног пола као копно (као у Рујшевој мапи из 1507, или Меркаторовој мапи из 1595) или као воду (као у Валдземилеровој мапи света из 1507). Страсна жеља Европских трговаца за северним пролазом, путем Северног мора или северозападним пролазом, до „Катаја“ (Кине) је узроковала превагу воде, и до 1723. године израђивачи мапа попут Јохана Хомана су приказивали екстензивни Oceanus Septentrionalis на северној ивици својих мапа.
Неколико експедиција с циљем пенетрирања изван Арктичког круга из тог доба је додало само неколико малих острва, као што су Нова Земља (11. век) и Свалбард (1596), мада њихове северне границе нису увек биле јасне пошто су често била окружена сантама леда. Аутори навигационих мапа, који су конзервативнији од помодних картографа, су обично остављали то подручје празним, са само само фрагментима познате обале нацртаним.
Овакав недостатак знања о томе шта се налази северно од померајуће ледене баријере довео је до бројних претпоставки. У Енглеској и другим европским земљама, мит о "Отвореном поларном мору" се задржао. Џон Бароу, дугогодишњи други секретар британског адмиралитета, промовисао експлорацију региона од 1818. до 1845. у потрази за њим.
У Сједињеним Државама током 1850-их и 1860-их, истраживачи Елиша Кејн и Ајзак Израел Хејс су обоје тврдили да су видели део тог недостижног воденог тела. Чак и сасвим касно у току тог века, еминентни ауторитет Метју Фонтејн Мори је уврстио опис Отвореног поларног мора у свој уџбеник Физичка географија мора (1883). Упркос тога, као што су сви истраживачи који су путовали све ближе и ближе полу известили, поларна ледена капа је веома дебела и задржава се током целе године.
Фритјоф Нансен је био прва особа која је наутички прешла преко Арктичког океана, 1896. године. Први површински пролаз океана је предводио Воли Херберт 1969. године, у експедицији са псећим санкама од Аљаске до Свалбарда, уз ваздушну подршку. Први наутички прелаз преко северног пола је остварен 1958. године подморницом УСС Наутилус, а први површински наутички прелаз је урадио 1977. године ледоломац НС Арктика.
Године 1937, станица на леду са совјетским и руском особљем је екстензивно изучавала Арктички океан. Ово научно боравиште успостављено на леду су морске струје носиле хиљадама миља.
У Другом светском рату, Европски регион Атлантског океана је био предмет спора: намерама савезника да снабдевају Совјетски Савез преко његових северних пристаништа су се супротстављале Немачке поморске и ваздушне снаге.

## Географија
Арктички океан заузима грубо кружни базен и покрива површину од око 14.056.000 km2 (5.427.000 sq mi), скоро величине Антарктика. Обала је око 45390 km дуга. Океан је окружен копненим масама Евроазије, Северне Америке, Гренланда и северних острва.
Северни ледени океан обухвата Бафинов залив, Баренцово море, Бофорово море, Чукотско море, Источносибирско море, Гренландско море, Залив Хадсон, Хадсонов пролаз, Карско море, Лаптевско море, Бело море и друга приточна водена тела. Северни ледени океан је повезан са Тихим океаном путем Беринговог мореуза и са Атлантским океаном путем Гренландског и Лабрадорског мора.
Земље које се граниче са Северним леденим океаном су: Русија, Норвешка, Исланд, Гренланд, Канада и Сједињене Државе.

### Обим и главне луке
Постоји неколико пристаништа и лука око Арктичког океана

#### Сједињене Државе
На Аљаски, главне луке су Бароу (71° 17′ 44″ N 156° 45′ 59″ W / 71.29556° С; 156.76639° З) и Прудо Беј (70° 19′ 32″ N 148° 42′ 41″ W / 70.32556° С; 148.71139° З).

#### Канада
У Канади, бродови се могу усидрити код Черчила (Лука Черчила) (58° 46′ 28″ N 094° 11′ 37″ W / 58.77444° С; 94.19361° З) у Манитоба, Нанисивик (Нанисивик војна база) (73° 04′ 08″ N 084° 32′ 57″ W / 73.06889° С; 84.54917° З) у Нунавуту, Тактојактук (69° 26′ 34″ N 133° 01′ 52″ W / 69.44278° С; 133.03111° З) или Инувик (68° 21′ 42″ N 133° 43′ 50″ W / 68.36167° С; 133.73056° З) у Северозападној територији.

#### Гренланд
У Гренланду, главна лука је Нук (Лука Нук) (64° 10′ 15″ N 051° 43′ 15″ W / 64.17083° С; 51.72083° З).

#### Норвешка
У Норвешкој, Ћирћенес (69° 43′ 37″ N 030° 02′ 44″ E / 69.72694° С; 30.04556° И) и Вардо (70° 22′ 14″ N 031° 06′ 27″ E / 70.37056° С; 31.10750° И) су континенталне луке. Такође постоји Лонгјир (78° 13′ 12″ N 15° 39′ 00″ E / 78.22000° С; 15.65000° И) на Свалбарду, Норвешком архипелагу, поред Фрамовог мореуза.

#### Русија
У Русији, главне луке сортиране по различитим морским подручјима су:
- Мурманск (68° 58′ N 033° 05′ E / 68.967° С; 33.083° И) у Баренцовом мору
- Архангељск (64° 32′ N 040° 32′ E / 64.533° С; 40.533° И) у Белом мору
- Лабитнанги (66° 39′ 26″ N 066° 25′ 06″ E / 66.65722° С; 66.41833° И) Салехард (66° 32′ N 066° 36′ E / 66.533° С; 66.600° И), Дудинка (69° 24′ N 086° 11′ E / 69.400° С; 86.183° И), Игарка (67° 28′ N 86° 35′ E / 67.467° С; 86.583° И) и Диксон (73° 30′ N 080° 31′ E / 73.500° С; 80.517° И) у Карском мору
- Тикси (71° 38′ N 128° 52′ E / 71.633° С; 128.867° И) у Лаптевском мору
- Певек (69° 42′ N 170° 17′ E / 69.700° С; 170.283° И) у Источносибирском мору

### Арктички платои
Океански арктчки плато се састоји од бројних континенталних прагова, укључујући Канадски Арктички праг, на коме се налази Канадски Арктички архипелаг и Руски континентални праг, који се понекад једноставно назива „Арктичким прагом“ зато што је већи. Руски континентални праг се састоји од три засебна, мања прага, Баренцов праг, Праг Чукотског мора и Сибирски праг. Међу њима, Сибирски праг је највећи такав праг на свету. Сибирски праг садржи велике резерве нафте и гаса. Чукотски праг формира границу између Русије и Сједињених Држава, као што је наведено у Поморском споразуму СССР—САД о граници. Целокупна област је предмет међународних територијалних потраживања.

### Подводна својства
Средњоокеански гребен звани Ломоносов гребен, дели дубоко море Северног поларног басена у два океанска басена: Евроазијски басен, који је између 4.000 and 4.500 m (13.100 and 14.800 ft) дубок, те Амеразијски басен (који се понекад назива Северно Америчким, или Хипербореанским басеном), који је око 4000 m дубок. Батиметрија океанског дна је обележена громадно планинским гребенима, дубинским равницама, океанским рововима и басенима. Просечна дубина Арктичког океана је 1038 m. Најдубља тачка је Литкеов бездан у Евроазијском басену, са 5450 m.
Два главна басена се даље деле по гребенима у Канадски басен (између Аљаске/Канаде и Алфа гребен), Макаров басен (између Алва и Ломоносовог гребена), Амундсенов басен (између Ломоносовог и Гакеловог гребена) и Нансенов басен (између Гакеловог гребена и континенталног прага који обухвата Земљу Фрање Јосифа).

## Океанографија

### Водени проток
У великим деловима Атлантског океана, горњи слој (око 50 m) има нижи салинитет и нижу температуру од остатка. Тај слој остаје релативно стабилан, пошто је утицај салинитета на густину већи од утицаја температуре. Он се напаја свежом водом са великих Сибирских и Канадских водених токова (Об, Јенисеј, Лена, Макензи), водом која квази плута над сланијом, гушћом, дубљом океанском водом. Између тог слоја са нижим салинитетом и главног дела океана лежи такозвани халоклин, у којем салинитет и температура расту са повећањем дубине.
Услед његове релативне изолације од других океана, Арктички океан има јединствено комплексан систем протока воде. Он се класификује као медитеранско море, што је део светског океана који има само ограничену комуникацију са главним океанским басенима (што су Пацифик, Атлантик и Индијски океан) и где је циркулација доминирана термохалинским силама. Арктички океан има тоталну запремину од 18,07×106 km³, што је око 1,3% Светског океана. Просечна површинска циркулација је предоминантно циклонска на Евроазијској страни и антициклонска у Канадском басену.
Вода улази из Тихог и Атлантског океана и може се поделити у три јединствене водене масе. Најдубља водена маса се назива Арктичка доња вода и почиње око 900 m дубине. Она се састоји од најгушће воде у Светском океану и има два главна извора: воду Арктичког прага и дубоку воду Гренландског мора. Вода у региону прага почиње као прилив из Тихог океана, пролази кроз уски Берингов мореуз са просечном брзином од 0,8 свердрупа и долази до Чукотског мора. Током зиме, хладни ветрови са Аљаске дувају преко Чукотског мора, замрзавајући површинску воду и гурајући новоформирани лед ка Пацифику. Брзина померања леда је око 1–4 cm/s. Тај процес оставља густу, слану воду у мору која потања над континенталним прагом у западном Арктичком океану и креира халоклин.
Та вода долази у контакт са дубоком водом Гренландског мора, која се формира током проласка зимских олуја. Са драстичним снижавањем температуре током зиме, лед се формира и интензивна вертикална конвекција омогућава води да постане довољно густа да потоне испод топле слане воде. Арктичка вода са дна је критично важна због њеног одлива, који доприноси формирању Атлантске дубинске воде. Повратак ове воде игра кључну улогу у глобалној циркулацији и модерацији климе.
У дубинском опсегу од 150—900 metres (490—2.950 feet) је водена маса која се назива Атлантском водом. Улив из Северноатлантске струје долази кроз Фрамов мореуз, хлађењем и потањањем се формирају најдубљи слојеви халоклина, који циркулише Арктичким басеном у смеру супротном кретању казаљки на сату. То је запремински највећи улив у Атлантски океан, који је по количини десет пута већи од Пацифичког улива, а тиме се формира Арктичка океанска гранична струја. Она тече споро, брзином од око 0,02 m/s. Атлантска вода има исти салинитет као и Арктичка вода са дна али је знатно топлија (до 3 °C). Заправо, та водена маса је топлија од површинске воде и остаје потопљена само услед улоге салинитета на густину. Кад вода досегне басен, јаки ветрови је гурају у велику кружну струју звану Бофорова струја. Вода у Бофоровој струји је далеко мање слана од оне у Чукотском мору услед улива из великих Канадских и Сибирских река.